# Filipinas
Filipinas – hiszpańska kanonierka torpedowa z końca XIX wieku. Okręt został zwodowany w 1892 roku w stoczni Arsenal de Cádiz w Kadyksie i wszedł w skład hiszpańskiej marynarki wojennej w 1895 roku. Kanonierka wzięła udział w wojnie amerykańsko-hiszpańskiej, operując na wodach Kuby. Jednostka została wycofana ze służby w 1902 roku.

## Projekt i budowa
„Filipinas” został zamówiony i zbudowany w krajowej stoczni Arsenal de Cádiz . Projekt zakładał powstanie jednostki o stalowym kadłubie i jednym kominie . Kanonierka została zwodowana w 1892 roku .

## Dane taktyczno-techniczne
Okręt był kanonierką torpedową o długości 70,74 metra, szerokości 8,22 metra i maksymalnym zanurzeniu 2,43 metra . Wyporność normalna wynosiła 747 ton . Siłownię jednostki stanowiły dwie pionowe maszyny parowe potrójnego rozprężania o łącznej mocy 4500 KM, do których parę dostarczały cztery kotły . Prędkość maksymalna napędzanego dwiema śrubami okrętu wynosiła 20 węzłów . Okręt zabierał standardowo zapas 100 ton węgla, a maksymalnie mógł pomieścić 130 ton tego paliwa. Zasięg wynosił 2500 Mm przy prędkości 10 węzłów .
Na uzbrojenie artyleryjskie okrętu składały się dwa pojedyncze działa kalibru 120 mm Hontoria M1883 L/35, cztery pojedyncze działa 3-funtowe kal. 42 mm (1,65 cala) Nordenfelt L/42 i cztery karabiny maszynowe . Broń torpedową stanowiły cztery pojedyncze wyrzutnie kal. 356 mm (14 cali), w tym jedna stała na dziobie .
Załoga okrętu składała się z 110 oficerów, podoficerów i marynarzy .

## Służba
„Filipinas” został przyjęty w skład Armada Española w 1895 roku . W momencie wybuchu wojny amerykańsko-hiszpańskiej jednostka znajdowała się w złym stanie technicznym, stacjonując w Hawanie. Okręt wycofano ze służby w 1902 roku .